# Volfango Polverelli
Volfango Polverelli (Piacenza, 1911 – Roma, 13 luglio 1984) è stato un avvocato e imprenditore italiano, proprietario e dirigente della Giannini Automobili S.p.A.

## Biografia
Figlio di Gaetano Polverelli (giornalista dell'Avanti! e Ministro della cultura popolare durante il periodo del regime fascista), Volfango Polverelli si laurea a 21 anni in Giurisprudenza e successivamente in Scienze Politiche. Diventa redattore del Corriere della Sera, occupandosi principalmente di tematiche commerciali e industriali. Verso la fine degli anni trenta effettua un viaggio importante negli Stati Uniti dove può rendersi conto del fenomeno economico e industriale di quella nazione.
Si sposa con Luisa Mazzetti con la quale ha cinque figli: Gaetano nel 1938, Giovanni Battista nel 1940, Giulio nel 1944, Giacomo nel 1946 e Gabriele nel 1949.
Nel dopoguerra si stabilisce a Roma e si dedica prevalentemente all'esercizio della carriera forense, collaborando con lo studio legale Ungaro. In questi ambienti il giovane avvocato entra in contatto con numerosi alti funzionari della Fiat che si dimostreranno preziosi qualche anno dopo in occasione dell'avventura con la Giannini Automobili.
Durante gli anni cinquanta si trasferisce nel piacentino con moglie e figli per dedicarsi alla riorganizzazione della tenuta agricola di famiglia. Nello stesso periodo inizia a dedicarsi anche alla politica; diventa sindaco del comune di Alseno nel 1961 e nel 1965. Questo secondo mandato non verrà portato a termine: nel 1968 infatti Volfango rassegna anticipatamente le dimissioni e chiude il suo impegno attivo in politica.
Tornato a Roma alla sua attività professionale, riceve pressanti richieste da parte degli allora amministratori della Giannini Automobili S.p.A. per effettuare delle verifiche tecnico-funzionali della struttura aziendale.
Polverelli accetta questo delicato incarico inizialmente con poco entusiasmo, con il tempo però si appassiona sempre di più all'azienda romana tanto da acquistarne delle quote societarie e diventarne infine unico proprietario nel 1973.
La politica di risanamento e rilancio della Giannini Automobili messa in atto da Volfango Polverelli comincia a dare ottimi risultati che si concretizzano nella nuova sede dello stabilimento alla Magliana vicino l'EUR. Nell'organigramma aziendale si inseriscono i figli Gabriele, Gaetano, Giacomo e Giovanni Battista.
Nel 1981, in seguito alle indagini sul presunto rapimento di Michele Sindona, il nominativo di Polverelli compare nella lista degli appartenenti alla Loggia P2, con il fascicolo nº0162 e con la tessera nº 2034.
Nel 1984 Volfango Polverelli, viene ricoverato d'urgenza presso il Policlinico Gemelli dove spira tre giorni dopo, il 13 luglio 1984.
| Controllo di autorità | SBN RMLV231380 |